# Хронологија СФРЈ и СКЈ 1974.
Хронолошки преглед важнијих догађаја везаних за друштвено-политичка дешавања у Социјалистичкој Федеративној Републици Југославији (СФРЈ), деловање Савеза комуниста Југославије (СКЈ), Радничког покрета Југославије, као и општа политичка, друштвена, спортска и културна дешавања која су се догодила у току 1974. године.
| Јануар Фебруар Март Април Мај Јун Јул Август Септембар Октобар Новембар Децембар |

## Јануар

#### 12. јануар
- У Сарајеву умро историчар проф. Анто Бабић (1899—1974), учесник НОР-а, већник АВНОЈ-а и ЗАВНОБиХ-а, први министар просвете у Влади НР Босне и Херцеговине. Редовни члан АНУБиХ и дописни члан САНУ. Добитник Двадесетоседмојулске награде и Награде ЗАВНОБиХ-а.[1]

#### 17. јануар
- У Београду, на Звездари у Улици Тихомира Вишњевца испред броја 11, заставник ЈНА Драган Турудић с прозора зграде, после краће препирке убио лопова Милорада Јовановића, који је покушао да му украде возило Заставу 750. Овај случај добио је велики публицитет у новинама и изазвао велику поделу јавности на оне који су сматрали да је заставник само штитио своју имовину и на оне који су сматрали да је људски живот вреднији од „фиће“. Војни суд ЈНА у Београду осудио је априла исте године заставника Турудића на две године затвора.[2][3]

#### 24. јануар
- Председник Републике Јосип Броз Тито, од 24. до 29. јануара, боравио у званичној посети Републици Индији, где је дошао на позив председника Индије В. В. Гирија и председника Владе Индире Ганди. Приликом посете, Титу је у Њу Делхију, 25. јануара уручена Нехруова награда, као признање за „изванредни допринос мира у свету и међународној сарадњи”. Такође, током посете Тито је водио разговре са индијским званичницима о односима и сарадњи између две земље.[1][4]

#### 25. јануар
- У Београду одржана свечаност поводом 70-огодишњице оснивања листа „Политика” и 30-огодишњице његовог излажења у социјалистичкој Југославији. На свечаности је говорио Тихомир Влашкалић, председник ЦК СК Србије, а током свечаности је руководству листа уручен Орден заслуга за народ са златном звездом, којим је председник Тито одликовао „Политику”.[1]

#### 29. јануар
- Председник Републике Јосип Броз Тито, од 29. јануара до 2. фебруара, борваио у званичној посети Народној Републици Бангладеш. Током посете, Тито је 30. јануара водио разговоре са председником Владе шеиком Муџибуром Рахманом о међународној ситуацији, као и неким актуелним проблемима и активностима несврстаних земаља.[1][4]

| Јануар Фебруар Март Април Мај Јун Јул Август Септембар Октобар Новембар Децембар |

## Фебруар

#### 2. фебруар
- Председник Републике Јосип Броз Тито, од 2. до 5. фебруара, боравио у званичној посети Краљевини Непал. Тито је био први државник који је посетио ову земљу откако је на престо дошао млади краљ Бирендра, након смрти свога оца краља Махендре. У току посете Тито је Повељу грађанина Катмандуа у знак захвалности за допринос светском миру.[1][5]

#### 4. фебруар
- У Београду одржана заједничка седница Савезне конференције Социјалистичког савеза радног народа Југославије (ССРНЈ) и Централног већа Савеза синдиката Југославије (ССЈ) на којој је разматран предлог новог Устава СФРЈ и основни правци политичке активности у остваривању уставних начела.[1]

#### 5. фебруар
- Председник Републике Јосип Броз Тито, од 5. до 7. фебруара, боравио у званичној посети Сиријској Арапској Републици. Током посете Тито је водио разговоре са председником Сирије Хафизом ел Асадом о многим актуелним међународним проблемима, у првом реду о кризи на Блиском истоку и о непосредним задацима несврстаних земаља.[1][5]

#### 13. фебруар
- У званичну посету Југославији допутовао председник Сједињених Мексичких Држава Луис Ечеверија. Током посете он се сусрео са председником Тито с којим је разговарао о актуелним међународним питањима и билатералним односима.[6][5]

#### 14. фебруар
- У Београду одржана заједничка седница Председништва Савеза комуниста Југославије и председништва Централног већа Савеза синдиката Југославије на којој се расправљало о задацима СКЈ и ССЈ у остваривању самоуправљања на основама новог Устава. Истог дана, на посебној седници Председништво СКЈ је донело одлуку да се Десети конгрес СКЈ, одржи у Београду од 27. до 30. маја.[6][5]

#### 15. фебруар
- У Крагујевцу, од 15. до 17. фебруара, одржан Шести сусрет самоуправљача „Црвени барјак” на коме се расправљало о резултатима и перспективама развоја непосредног самоуправљања.[6]

#### 21. фебруар
- У Београду на седници Већа народа Савезне скупштине проглашен нови Устав СФРЈ. Свечаној седници су присуствовали највиши политички руководиоци Федерације, република и покрајина, као и шефови дипломатских мисија у Југославији. Одмах након проглашења новог Устава СФРЈ, проглашени су нови устави социјалистичких република и покрајина. Ови устави донели су нову етапу у развоју социјалистичке Југославије јер су дали већа права републикама и покрајинама у односу на федерацију. Такође, нови Устав је утврдио нови систем органа Федерације — Скупштина СФРЈ, Председник Републике Јосип Броз Тито, Председништво СФРЈ и Савезно извршно веће. Скупштина СФРЈ постала је делгатска, док су чланове Председништва СФРЈ бирале скупштине република и покрајина.[6]

#### 22. фебруар
- У Загребу Сабор Социјалистичке Републике Хрватске на заједничкој седници свих већа изгласао нови Устав СР Хрватске,[7] који је остао на снази до 22. децембра 1990. када је замењен новим Уставом.

#### 25. фебруар
- У Сарајеву Скупштина Социјалистичке Републике Босне и Херцеговине на заједничкој седници свих већа изгласала нови Устав СР Босне и Херцеговине,[7] који је остао на снази до почетка грађанског рата у Босни и Херцеговини, априла 1992. године.
- У Титограду Скупштина Социјалистичке Републике Црне Горе на заједничкој седници свих већа изгласала нови Устав СР Црне Горе,[7] који је остао на снази до 12. октобра 1992, када је усвoјен нови Устав.
- У Београду Скупштина Социјалистичке Републике Србије на заједничкој седници свих већа изгласала нови Устав СР Србије.[7] Устав је значајно измењен усвајањем уставних амнадмана, 28. марта 1989, када су смањене надлежности аутономних покрајина — САП Војводине и САП Косова, а званично је замењен 28. септембра 1990. усвајањем новог Устава.

#### 26. фебруар
- У Београду одржана Изборна конференција новог сазива Градске конференције Савеза комуниста Београда на којој је изабран 51 члан Градског комитета СК Београда. За председника Градске конференције СК Београда изабран је Душан Саша Глигоријевић, а за секретара Градског комитета СК Београда Зоран Настић.[7]

#### 27. фебруар
- У Приштини Скупштина Социјалистичке Аутономне Покрајине Косова изгласала Устав САП Косова. Ово је био први Устав САП Косова, а пре његовог доношења највиши правни акт у покрајини је био Уставни закон, а пре њега Статут.[7] Устав је био на снази до 28. марта 1989, када су доношењем уставних амандмана на Устав СР Србије, значајно смањене надлежности аутономних покрајина, а званично је укинут 28. септембра 1990. усвајањем новог Устава Србије.

#### 28. фебруар
- У Љубљани Скупштина Социјалистичке Републике Словеније на заједничкој седници свих већа изгласала нови Устав СР Словеније,[8] који је остао на снази до 23. децембра 1990. када је замењен новим Уставом.
- У Новом Саду Скупштина Социјалистичке Аутономне Покрајине Војводине изгласала Устав САП Војводине. Ово је био први Устав САП Војводине, а пре његовог доношења највиши правни акт у покрајини је био Уставни закон, а пре њега Статут.[8] Устав је био на снази до 28. марта 1989, када су доношењем уставних амандмана на Устав СР Србије, значајно смањене надлежности аутономних покрајина, а званично је укинут 28. септембра 1990. усвајањем новог Устава Србије.

| Јануар Фебруар Март Април Мај Јун Јул Август Септембар Октобар Новембар Децембар |

## Мај

#### 16. мај
- У Београду одржана заједничка седница већа Скупштине СФРЈ на којој је Јосип Броз Тито изабран за председника Републике без ограничења трајања мандата.[9] На истој седници потврђен је избор новог Председништва СФРЈ које је имало осам чланова (по један из сваке републике и покрајине) — Цвијетин Мијатовић, Лазар Колишевски, Едвард Кардељ, Петар Стамболић, Владимир Бакарић, Видоје Жарковић, Стеван Дороњски и Фадиљ Хоџа. Истог дана одржана је прва севачана седница Председништва, којој су поред чланова присуствовали Џемал Биједић, председник Савезног извршног већа и Митја Рибичич, потпредседник бившег сазива Председништва. На овој седници за потпредседника Председништва именован је Петар Стамболић, делегат из СР Србије.[10][11] Истог дана у Белом двору је одржан свечани ручак за чланове досадашњег и новоизабраног Председништва.[12]

## Јун

#### 1. јун
- Председник Републике Јосип Броз Тито, у пратњи супруге Јованке и високих државно-партијских функционера из Федерације и СР Босне и Херцеговине авионом дошао у Бихаћ, одакле је отишао у Дрвар, где је истог дана присуствовао војној вежби „Дрвар 1974”, која је била реконструкција немачког десанта на Дрвар од 25. маја 1944. године. Увече је председник Председништва СР Босне и Херцеговине Ратко Дугоњић у мотелу „Басташица” у Дрвару приредио свечану вечеру у част председника Тита.[13][14][15][16]

#### 2. јун
- У Дрвару поводом обележавања тридесете годишњице десанта на Дрвар, одржан народни збор, коме је присуствовало око 50.000 људи из Босанске крајине, Лике, Далмације и Кордуна. Народном збору је присуствовао и председник Јосип Броз Тито, у пратњи супруге Јованке и државно-партијских функционера, међу којима су били — Едвард Кардељ, Џемал Биједић, Киро Глигоров, Ратко Дугоњић, Бранко Микулић, Милка Планинц, Крсто Попивода и др. Након одржаног говора председник Тито је руководству Дрвара предао Орден народног хероја, којим је поводом јубилеја, 21. маја 1974. одликовао град Дрвар. Истом приликом предат је и Орден народног хероја којим је 17. маја 1974. одликована Милка Боснић, шеснаестогодишња скојевка страдала током десанта.[13][17]

#### 4. јун
- Председник Тито, у пратњи супруге Јованке и државно-партијских функционера, међу којима су били — Никола Љубичић, Спасенија Цана Бабовић, Петар Стамболић, Драгослав Марковић, Тихомир Влашкалић и др, боравио у посети више места западне Србије. Најпре је обишао Горњи Милановац, потом Чачак и Титово Ужице, а поподне истог дана је дошао на Златибор, где је у хотелу „Палисад” боравио до 7. јуна. Овде је 5. јуна премијерно одгледао филм Ужичка република, а 6. јуна је у његову част председник Председништва СР Србије Драгослав Марковић приредио свечану вечеру. Током боравка на Златибору, обишао је село Сирогојно и сусрео се с протом Миланом Смиљанићем.[13][18]

#### 7. јун
- У повратку са Златибора председник Тито посетио Титово Ужице, Ариље, Ивањицу и Ужичку Пожегу. Током посете Ивањици, Тито је у селу Прилике свечано пустио у рад прву земаљску сателитску станицу у Југославији.[19]

#### 19. јун
- У Загребу, од 19. до 21. јуна одржан Седми конгрес Савеза удружења бораца народноослободилачког рата Југославије (СУБНОР). Конгрес је усвојио извештај о раду Савезног и Надзорног одбора између Шестог и Седмог конгреса, Реферат о друштвено-политичкој активности СУБНОР у даљем развоју југословенског самоуправног социјалистичког друштва и изабрао одговарајуће органе. За председника СУБНОР Југославије изабран је генерал армије и народни херој Коста Нађ.[20]

| Јануар Фебруар Март Април Мај Јун Јул Август Септембар Октобар Новембар Децембар |

## Јул

#### 3. јул
- Седмо светско првенство у кошарци, Порторико 1974. У Сан Хуану, у Порторику, од 3. до 14. јула одржано  светско првенство у кошарци. Кошаркашка репрезентација Југославије, у саставу — Ратко Тврдић, Драган Кићановић, Винко Јеловац, Жарко Кнежевић, Жељко Јерков, Драган Капичић, Зоран Славнић, Крешимир Ћосић, Дамир Шолман, Никола Плећаш, Дражен Далипагић, Милун Маровић и тренер Мирко Новосел, осовојила је сребрну медаљу (трећу по реду, од укупно три, на светским првенствима). Прво место на такмичењу освојила је репрезентација Совјетског Савеза, а треће репрезентација Сједињених Америчких Држава.

#### 26. јул
- У римском амфитеатру у Пули, од 26. јула до 2. августа, одржан  Фестивал југословенског филма, током кога је приказано 18 домаћих филмова. Одлуком жирија за најбољи филм проглашен је филм Ужичка република, редитеља Жике Митровића. Награду Златну арену добили су — Здравко Велимировић за режију филма Дервиш и смрт, Бранко Шомен за сценарио филма Лет мртве птице, Мајда Грбац за главну женску улогу у филму Лет мртве птице, Драгомир Бојанић Гидра за главну мушку улогу у филму Свадба, Ружица Сокић за епизодну женску улогу у филму Ужичка република, Абдурахам Шаља за епизодну мушку улогу у филму Дервиш и смрт, Ненад Јовичић за сниматељски рад у филму Дервиш и смрт, Алојз Среботњак за музику у филму Пастирица и Властимир Гаврик за сценографију у филму Дервиш и смрт.[21]

#### 28. јул
- На Језерском врху, на Ловћену, свечано отворен новоизграђени Његошев маузолеј (грађен од 1970. до 1974, по замисли вајара Ивана Мештровића). Изграђен је на месту старе капеле из 1925, а у њега су пренети посмртни остаци владике и песника Петара Петровића Његоша (1813—1851). Свечаном отварању присуствовао је највиши државни и партијски врх Социјалистичке Републике Црне Горе — председник Председништва Вељко Милатовић, председник Извршног већа Скупштине Марко Орландић, председник Скупштине Будислав Шошкић, председник ЦК СК Црне Горе Веселин Ђурановић и председник РК ССРН Црне Горе Ненад Бућин. Представници Федерације и других република и покрајина су били — изасланик председника СФРЈ Јосипа Броза Тита и шеф делегације Федерације Петар Стамболић, савезни секретар за народну одбрану Никола Љубичић, члан Председништва СФРЈ из Црне Горе Видоје Жарковић, председник Уставног суда Југославије Блажо Јовановић и чланови Савета федерације из Црне Горе: Светозар Вукмановић, Ђоко Пајковић, Крсто Попивода, Вељко Зековић, Андрија Мугоша, Филип Бајковић, Пуниша Перовић, Саво Брковић, Војин Николић и Јово Капичић, као и бројни гости, међу којима — игуман Филарет Копривица, председник САНУ Велибор Глигорић, редитељ Вељко Булајић, књижевник Владимир Дедијер, редитељ Душан Вукотић, књижевник Јеврем Брковић и др.[22]

| Јануар Фебруар Март Април Мај Јун Јул Август Септембар Октобар Новембар Децембар |

## Август

#### 30. август
- У Загребу на Главном колодвору, у 22:40 часова догодила се тешка железничка незгода када је експресни путнички воз на линији Атина—Београд—Загреб—Дортмунд са свих девет вагона искочио из шина приликом уласка у станицу. Воз се кретао брзином од 104 км/ч услед чега је исклизнуо из шина и преврнуо се. У возу се налазило око 400 путника, махом радника-исељеника који су се одмора враћали у Немачку. На лицу месту је страдало 167 путника, а велики број путника је настрадао од последица струјног удара, јер је воз превртањем ишчупао стубове електричних водова. Преко 90 путника задобило је теже и лакше повреде, а чак 41 путник због великих повреда услед струјног удара није могао да буде индентификован, па су сви сахрањени у заједничку гробницу на Мирогоју. Као изазивачи незгоде били су оптужени машиновођа Никола Кнежевић и његов помоћник Стјепан Варга, који су осуђени на 15, односно на 8 година затвора (ово је највећа железничка незгода која се догодила на територији СФРЈ).[23]

#### у току августа
- На Летњој позорници Нишке тврђаве у Нишу одржан  Фестивал глумачких остварења „Филмски сусрети“. Добитници награде Глумачки пар године „Она и он“, одлуком читалаца листа „ТВ Новости“, ове године су били, по други пут, Станислава Пешић и Властимир Ђуза Стојиљковић, за улоге Олге и Рође Петровића у тв серији Позориште у кући.[24]

## Септембар

#### 2. септембар
- У Крушевцу, у Улици Веце Корчагина (данас Видовданска) скоком са 11 спрата зграде ткв. „Рубинове куле“ страдала Милица Костић (1956—1974), ученица Средње медицинске школе из села Стројинци, код Бруса. Скоком са зграде покушала је бекство од насилника, који су је одвели у стан у намери да је силију. Са тешким повредама је одведена у Медицински центар у Крушевцу, где је преминула 4. септембра. Овај трагични догађај видно је узбудио јавност, како у Крушевцу, тако и у читавој Србији и Југославији. Припадници милиције спречили су грађане Крушевца да линчују петорицу осумљичених — Мирослава Мађарца, Томислава Николића, Звонка Ивановића, Славољуба Трифуновића и малолетног С.В, у чијем стану се одиграо трагични догађај. Крајем године сви осумљичени су проглашени кривима и осуђени на дугогодишње затворске казне.[25]

| Јануар Фебруар Март Април Мај Јун Јул Август Септембар Октобар Новембар Децембар |